# Pactactes
Pactactes là một chi nhện trong họ Thomisidae.